# Encolpotis
Encolpotis is een geslacht van vlinders van de familie tastermotten (Gelechiidae).

## Soorten
- E. heliopepta Meyrick, 1918
- E. scioplasta Meyrick, 1920
- E. xanthoria Meyrick, 1909